# Tony Clark
Pour les articles homonymes, voir Clark.
Anthony Christopher Clark (né le 15 juin 1972 à Newton, Kansas, États-Unis) est un ancien joueur de baseball qui est l'actuel directeur de l'Association des joueurs de la Ligue majeure de baseball. Il est le premier ancien joueur à occuper ce poste.
Tony Clark a évolué dans la Ligue majeure de baseball au poste de joueur de premier but pour les Tigers de Détroit (1995–2001), les Red Sox de Boston (2002), les Mets (2003) puis les Yankees de New York (2004), les Diamondbacks de l'Arizona (2005–2007), les Padres de San Diego (2008) et à nouveau les Diamondbacks en 2008 et 2009. Il a reçu en 2001 une sélection au match des étoiles de la Ligue majeure de baseball.
Il est depuis le 3 décembre 2013 le directeur de l'Association des joueurs de la Ligue majeure de baseball, le syndicat qui représente les joueurs dont il prend la tête après le décès de Michael Weiner.
Clark a aussi été analyste sportif à la chaîne de télévision MLB Network. 